# Akademické mistrovství světa v orientačním běhu 2010
17. Akademické mistrovství světa v orientačním běhu proběhlo ve Švédsku ve dnech 19. až 23. července 2010. Centrem závodů AMS bylo Borlänge.

## Program závodů
Program Mistrovství světa podle Bulletinu #4: 
| Den          | Závod                                 | Centrum závodu           |
| ------------ | ------------------------------------- | ------------------------ |
| 19. července | modelový závod, zahajovací ceremoniál | Skräddarbacken, Borlänge |
| 20. července | klasická trať                         | Gyllfäbodarna            |
| 21. července | sprint                                | Borlänge                 |
| 22. července | krátká trať                           | Gustafs                  |
| 23. července | štafety, závěrečný ceremoniál         | Gustafs, Borlänge        |

## Závod na klasické trati (Long)
| Zkrácené výsledky                                                                                       | Zkrácené výsledky                                                                                       | Zkrácené výsledky                                                                                       | Zkrácené výsledky                                                                                       | Zkrácené výsledky                                                                                    | Zkrácené výsledky                                                                                    | Zkrácené výsledky                                                                                    | Zkrácené výsledky                                                                                    |
| Muži | Muži | Muži | Muži | Ženy                                                                                                 | Ženy                                                                                                 | Ženy                                                                                                 | Ženy                                                                                                 |
| --- | --- | --- | --- | --- | --- | --- | --- |
| - Traťové parametry: 11,99 km, 390 m převýšení, 17 kontrol. - Mapa: 1 : 15 000, E = 5 m - 108 závodníků | - Traťové parametry: 11,99 km, 390 m převýšení, 17 kontrol. - Mapa: 1 : 15 000, E = 5 m - 108 závodníků | - Traťové parametry: 11,99 km, 390 m převýšení, 17 kontrol. - Mapa: 1 : 15 000, E = 5 m - 108 závodníků | - Traťové parametry: 11,99 km, 390 m převýšení, 17 kontrol. - Mapa: 1 : 15 000, E = 5 m - 108 závodníků | - Traťové parametry: 7,66 km, 235 m převýšení, 12 kontrol. - Mapa: 1 : 15 000, E = 5 m - 92 závodnic | - Traťové parametry: 7,66 km, 235 m převýšení, 12 kontrol. - Mapa: 1 : 15 000, E = 5 m - 92 závodnic | - Traťové parametry: 7,66 km, 235 m převýšení, 12 kontrol. - Mapa: 1 : 15 000, E = 5 m - 92 závodnic | - Traťové parametry: 7,66 km, 235 m převýšení, 12 kontrol. - Mapa: 1 : 15 000, E = 5 m - 92 závodnic |
| Umístění                                                                                                | Jméno                                                                                                   | Čas | Ztráta                                                                                                  | Umístění                                                                                             | Jméno                                                                                                | Čas                                                                                                  | Ztráta                                                                                               |
| Zlatá medaile                                                                                           | Matthias Merz                                                                                           | 1:11:16                                                                                                 | | Zlatá medaile                                                                                        | Sara Lüscher                                                                                         | 1:00:09                                                                                              | |
| Stříbrná medaile                                                                                        | Erik Rost                                                                                               | 1:15:52                                                                                                 | +4:36                                                                                                   | Stříbrná medaile                                                                                     | Saila Kinni                                                                                          | 1:00:47                                                                                              | +0:38                                                                                                |
| Bronzová medaile                                                                                        | Johan Runesson                                                                                          | 1:16:30                                                                                                 | +5:14                                                                                                   | Bronzová medaile                                                                                     | Silje Ekroll Jahren                                                                                  | 1:02:11                                                                                              | +2:02                                                                                                |
| 4 | Oskari Liukkonen                                                                                        | 1:16:38                                                                                                 | +5:22                                                                                                   | 4 | Rasa Ptasekaite                                                                                      | 1:03:05                                                                                              | +2:56                                                                                                |
| 5 | Johan Aronsson                                                                                          | 1:17:43                                                                                                 | +6:27                                                                                                   | 5 | Marttiina Joensuu                                                                                    | 1:03:27                                                                                              | +3:18                                                                                                |
| 6 | Štěpán Kodeda                                                                                           | 1:17:54                                                                                                 | +6:38                                                                                                   | 6 | Heini Wennman                                                                                        | 1:03:39                                                                                              | +3:30                                                                                                |
| Oficiální výsledky a mapy                                                                               | | | | | | | |

## Závod ve sprintu (Sprint)
| Zkrácené výsledky                                                                                     | Zkrácené výsledky                                                                                     | Zkrácené výsledky                                                                                     | Zkrácené výsledky                                                                                     | Zkrácené výsledky                                                                                    | Zkrácené výsledky                                                                                    | Zkrácené výsledky                                                                                    | Zkrácené výsledky                                                                                    |
| Muži                                                                                                  | Muži                                                                                                  | Muži                                                                                                  | Muži                                                                                                  | Ženy                                                                                                 | Ženy                                                                                                 | Ženy                                                                                                 | Ženy                                                                                                 |
| --- | --- | --- | --- | --- | --- | --- | --- |
| - Traťové parametry: 3,28 km, 60 m převýšení, 20 kontrol. - Mapa: 1 : 4 000, E = 2,5 m - 85 závodníků | - Traťové parametry: 3,28 km, 60 m převýšení, 20 kontrol. - Mapa: 1 : 4 000, E = 2,5 m - 85 závodníků | - Traťové parametry: 3,28 km, 60 m převýšení, 20 kontrol. - Mapa: 1 : 4 000, E = 2,5 m - 85 závodníků | - Traťové parametry: 3,28 km, 60 m převýšení, 20 kontrol. - Mapa: 1 : 4 000, E = 2,5 m - 85 závodníků | - Traťové parametry: 2,61 km, 50 m převýšení, 17 kontrol. - Mapa: 1 : 4 000, E = 2,5 m - 76 závodnic | - Traťové parametry: 2,61 km, 50 m převýšení, 17 kontrol. - Mapa: 1 : 4 000, E = 2,5 m - 76 závodnic | - Traťové parametry: 2,61 km, 50 m převýšení, 17 kontrol. - Mapa: 1 : 4 000, E = 2,5 m - 76 závodnic | - Traťové parametry: 2,61 km, 50 m převýšení, 17 kontrol. - Mapa: 1 : 4 000, E = 2,5 m - 76 závodnic |
| Umístění                                                                                              | Jméno                                                                                                 | Čas                                                                                                   | Ztráta                                                                                                | Umístění                                                                                             | Jméno                                                                                                | Čas                                                                                                  | Ztráta                                                                                               |
| Zlatá medaile                                                                                         | Jerker Lysell                                                                                         | 13:58                                                                                                 | | Zlatá medaile                                                                                        | Amelie Chataing                                                                                      | 13:30                                                                                                | |
| Stříbrná medaile                                                                                      | Scott Fraser                                                                                          | 14:07                                                                                                 | +0:09                                                                                                 | Stříbrná medaile                                                                                     | Caroline Cejka                                                                                       | 13:37                                                                                                | +0:07                                                                                                |
| Bronzová medaile                                                                                      | Severin Howald                                                                                        | 14:25                                                                                                 | +0:27                                                                                                 | Bronzová medaile                                                                                     | Michaela Guizzardi                                                                                   | 13:55                                                                                                | +0:25                                                                                                |
| 4 | Jan Procházka                                                                                         | 14:29                                                                                                 | +0:31                                                                                                 | 4 | Sabine Hauswirth                                                                                     | 13:57                                                                                                | +0:27                                                                                                |
| 5 | Kyril Nikolov                                                                                         | 14:36                                                                                                 | +0:38                                                                                                 | 5 | Sofia Haajanen                                                                                       | 14:03                                                                                                | +0:33                                                                                                |
| 6 | Štěpán Kodeda                                                                                         | 14:43                                                                                                 | +0:45                                                                                                 | 6 | Angela Simpson                                                                                       | 14:06                                                                                                | +0:36                                                                                                |
| Oficiální výsledky a mapy                                                                             | | | | | | | |

## Závod na krátké trati (Middle)
| Zkrácené výsledky                                                                                     | Zkrácené výsledky                                                                                     | Zkrácené výsledky                                                                                     | Zkrácené výsledky                                                                                     | Zkrácené výsledky                                                                                   | Zkrácené výsledky                                                                                   | Zkrácené výsledky                                                                                   | Zkrácené výsledky                                                                                   |
| Muži                                                                                                  | Muži                                                                                                  | Muži                                                                                                  | Muži                                                                                                  | Ženy                                                                                                | Ženy                                                                                                | Ženy                                                                                                | Ženy                                                                                                |
| --- | --- | --- | --- | --------------------------------------------------------------------------------------------------- | --------------------------------------------------------------------------------------------------- | --------------------------------------------------------------------------------------------------- | --------------------------------------------------------------------------------------------------- |
| - Traťové parametry: 4,9 km, 290 m převýšení, 16 kontrol. - Mapa: 1 : 10 000, E = 5 m - 108 závodníků | - Traťové parametry: 4,9 km, 290 m převýšení, 16 kontrol. - Mapa: 1 : 10 000, E = 5 m - 108 závodníků | - Traťové parametry: 4,9 km, 290 m převýšení, 16 kontrol. - Mapa: 1 : 10 000, E = 5 m - 108 závodníků | - Traťové parametry: 4,9 km, 290 m převýšení, 16 kontrol. - Mapa: 1 : 10 000, E = 5 m - 108 závodníků | - Traťové parametry: 3,8 km, 255 m převýšení, 14 kontrol. - Mapa: 1 : 10 000, E = 5 m - 95 závodnic | - Traťové parametry: 3,8 km, 255 m převýšení, 14 kontrol. - Mapa: 1 : 10 000, E = 5 m - 95 závodnic | - Traťové parametry: 3,8 km, 255 m převýšení, 14 kontrol. - Mapa: 1 : 10 000, E = 5 m - 95 závodnic | - Traťové parametry: 3,8 km, 255 m převýšení, 14 kontrol. - Mapa: 1 : 10 000, E = 5 m - 95 závodnic |
| Umístění                                                                                              | Jméno                                                                                                 | Čas                                                                                                   | Ztráta                                                                                                | Umístění                                                                                            | Jméno                                                                                               | Čas                                                                                                 | Ztráta                                                                                              |
| Zlatá medaile                                                                                         | Matthias Merz                                                                                         | 30:48                                                                                                 | | Zlatá medaile                                                                                       | Radka Brožková                                                                                      | 30:05                                                                                               | |
| Stříbrná medaile                                                                                      | Patrik Karlsson                                                                                       | 31:24                                                                                                 | +0:36                                                                                                 | Stříbrná medaile                                                                                    | Sofia Haajanen                                                                                      | 31:38                                                                                               | +1:33                                                                                               |
| Bronzová medaile                                                                                      | Graham Gristwood                                                                                      | 31:44                                                                                                 | +0:56                                                                                                 | Bronzová medaile                                                                                    | Ines Brodmann                                                                                       | 31:45                                                                                               | +1:40                                                                                               |
| 4 | Johan Runesson                                                                                        | 31:54                                                                                                 | +1:06                                                                                                 | 4                                                                                                   | Sara Lüscher                                                                                        | 32:25                                                                                               | +2:20                                                                                               |
| 5 | Olli-Pekka Koistinen                                                                                  | 32:13                                                                                                 | +1:25                                                                                                 | 5                                                                                                   | Saila Kinni                                                                                         | 32:30                                                                                               | +2:25                                                                                               |
| 6 | Erik Rost                                                                                             | 32:35                                                                                                 | +1:47                                                                                                 | 6                                                                                                   | Rasa Ptasekaite                                                                                     | 33:23                                                                                               | +3:18                                                                                               |
| Oficiální výsledky a mapy                                                                             | | | | | | | |

## Závod štafet (Relay)
| Zkrácené výsledky                                                                                 | Zkrácené výsledky                                                                                 | Zkrácené výsledky                                                                                 | Zkrácené výsledky                                                                                 | Zkrácené výsledky                                                                                 | Zkrácené výsledky                                                                                 | Zkrácené výsledky                                                                                 | Zkrácené výsledky                                                                                 |
| Muži                                                                                              | Muži                                                                                              | Muži                                                                                              | Muži                                                                                              | Ženy                                                                                              | Ženy                                                                                              | Ženy                                                                                              | Ženy                                                                                              |
| ------------------------------------------------------------------------------------------------- | ------------------------------------------------------------------------------------------------- | ------------------------------------------------------------------------------------------------- | ------------------------------------------------------------------------------------------------- | ------------------------------------------------------------------------------------------------- | ------------------------------------------------------------------------------------------------- | ------------------------------------------------------------------------------------------------- | ------------------------------------------------------------------------------------------------- |
| - Traťové parametry: 8,2 km, 375 m převýšení, 20 kontrol. - Mapa: 1 : 10 000, E = 5 m - 28 štafet | - Traťové parametry: 8,2 km, 375 m převýšení, 20 kontrol. - Mapa: 1 : 10 000, E = 5 m - 28 štafet | - Traťové parametry: 8,2 km, 375 m převýšení, 20 kontrol. - Mapa: 1 : 10 000, E = 5 m - 28 štafet | - Traťové parametry: 8,2 km, 375 m převýšení, 20 kontrol. - Mapa: 1 : 10 000, E = 5 m - 28 štafet | - Traťové parametry: 5,7 km, 265 m převýšení, 16 kontrol. - Mapa: 1 : 10 000, E = 5 m - 23 štafet | - Traťové parametry: 5,7 km, 265 m převýšení, 16 kontrol. - Mapa: 1 : 10 000, E = 5 m - 23 štafet | - Traťové parametry: 5,7 km, 265 m převýšení, 16 kontrol. - Mapa: 1 : 10 000, E = 5 m - 23 štafet | - Traťové parametry: 5,7 km, 265 m převýšení, 16 kontrol. - Mapa: 1 : 10 000, E = 5 m - 23 štafet |
| Umístění                                                                                          | Jméno                                                                                             | Čas                                                                                               | Ztráta                                                                                            | Umístění                                                                                          | Jméno                                                                                             | Čas                                                                                               | Ztráta                                                                                            |
| Zlatá medaile                                                                                     | Švédsko Patrik Karlsson Erik Rost Johan Aronsson                                                  | 2:02:01                                                                                           |                                                                                                   | Zlatá medaile                                                                                     | Švýcarsko Caroline Cejka Ines Brodmann Sara Lüscher                                               | 1:49:04                                                                                           |                                                                                                   |
| Stříbrná medaile                                                                                  | Česko Tomáš Dlabaja Jan Šedivý Jan Procházka                                                      | 2:02:47                                                                                           | +0:46                                                                                             | Stříbrná medaile                                                                                  | Finsko Marttiina Joensuu Saila Kinni Sofia Haajanen                                               | 1:51:55                                                                                           | +2:51                                                                                             |
| Bronzová medaile                                                                                  | Francie Frédéric Tranchand Lucas Basset Vincent Coupat                                            | 2:04:39                                                                                           | +2:38                                                                                             | Bronzová medaile                                                                                  | Česko Šárka Svobodná Radka Brožková Iveta Duchová                                                 | 1:52:05                                                                                           | +3:01                                                                                             |
| 4                                                                                                 | Švýcarsko Severin Howald Andreas Kyburz Matthias Merz                                             | 2:06:31                                                                                           | +4:30                                                                                             | 4                                                                                                 | Norsko Kine Hallan Steiwer Ida Marie Björgul Silje Ekroll Jahren                                  | 1:55:41                                                                                           | +6:37                                                                                             |
| 5                                                                                                 | Finsko Jere Pajunen Oskari Liukkonen Olli-Pekka Koistinen                                         | 2:06:34                                                                                           | +4:33                                                                                             | 5                                                                                                 | Rusko Anna Sysa Anastasia Trubkina Svetlana Mironova                                              | 1:56:35                                                                                           | +7:31                                                                                             |
| 6                                                                                                 | Litva Vilius Aleliunas Vytautas Beliunas Jonas Vytautas Gvildys                                   | 2:07:29                                                                                           | +5:28                                                                                             | 6                                                                                                 | Estonsko Grete Gutmann Piibe Tammemäe Liis Johanson                                               | 1:59:44                                                                                           | +10:40                                                                                            |
| Oficiální výsledky a mapy                                                                         |                                                                                                   |                                                                                                   |                                                                                                   |                                                                                                   |                                                                                                   |                                                                                                   |                                                                                                   |

## Medailové pořadí podle zemí
Pořadí zúčastněných zemí podle získaných medailí v jednotlivých závodech mistrovství (tzv. olympijského hodnocení).
| Medailové pořadí podle zemí | Medailové pořadí podle zemí | Medailové pořadí podle zemí | Medailové pořadí podle zemí | Medailové pořadí podle zemí | Medailové pořadí podle zemí |
| Pořadí                      | Stát                        | Zlatá medaile               | Stříbrná medaile            | Bronzová medaile            | Celkem                      |
| --------------------------- | --------------------------- | --------------------------- | --------------------------- | --------------------------- | --------------------------- |
| 1                           | Švýcarsko                   | 4                           | 1                           | 2                           | 7                           |
| 2                           | Švédsko                     | 2                           | 2                           | 1                           | 5                           |
| 3                           | Česko                       | 1                           | 1                           | 1                           | 3                           |
| 4                           | Francie                     | 1                           |                             | 1                           | 2                           |
| 5                           | Finsko                      |                             | 3                           |                             | 3                           |
| 6                           | Spojené království          |                             | 1                           | 1                           | 2                           |
| 7                           | Norsko                      |                             |                             | 1                           | 1                           |
| 7                           | Itálie                      |                             |                             | 1                           | 1                           |

## Česká reprezentace na AMS
Česko reprezentovalo 6 mužů a 6 žen pod vedením trenérů Ondřeje Vodrážky a Radka Novotného.
| Přehled umístění českých reprezentantů | Přehled umístění českých reprezentantů | Přehled umístění českých reprezentantů | Přehled umístění českých reprezentantů | Přehled umístění českých reprezentantů | Přehled umístění českých reprezentantů |
| Kategorie                              | Jméno                                  | Klasika                                | Krátká                                 | Sprint                                 | Štafety                                |
| -------------------------------------- | -------------------------------------- | -------------------------------------- | -------------------------------------- | -------------------------------------- | -------------------------------------- |
| Ženy                                   | Ivana Bochenková                       | 47. místo                              | X                                      | 16. místo                              | X                                      |
| Ženy                                   | Radka Brožková                         | 31. místo                              | 1. místo                               | X                                      | 3. místo                               |
| Ženy                                   | Iveta Duchová                          | X                                      | 14. místo                              | 10. místo                              | 3. místo                               |
| Ženy                                   | Kristýna Kovářová                      | 26. místo                              | X                                      | X                                      | X                                      |
| Ženy                                   | Martina Spurná                         | 12. místo                              | 28. místo                              | X                                      | X                                      |
| Ženy                                   | Šárka Svobodná                         | X                                      | 35. místo                              | 30. místo                              | 3. místo                               |
| Muži                                   | Tomáš Dlabaja                          | X                                      | 12. místo                              | 9. místo                               | 2. místo                               |
| Muži                                   | Adam Chromý                            | 10. místo                              | 11. místo                              | X                                      | X                                      |
| Muži                                   | Štěpán Kodeda                          | 6. místo                               | X                                      | 6. místo                               | X                                      |
| Muži                                   | Vojtěch Král                           | X                                      | 7. místo                               | X                                      | X                                      |
| Muži                                   | Jan Procházka                          | 17. místo                              | X                                      | 4. místo                               | 2. místo                               |
| Muži                                   | Jan Šedivý                             | 9. místo                               | 20. místo                              | X                                      | 2. místo                               |